# Haplacarus pairathi
Haplacarus pairathi är en kvalsterart som beskrevs av Aoki 1965. Haplacarus pairathi ingår i släktet Haplacarus och familjen Lohmanniidae. Inga underarter finns listade i Catalogue of Life.